# Нуркеев, Мукажан
Мукажан Нуркеев — советский хозяйственный, государственный и политический деятель.

## Биография
Родился в 1914 году в Жанааркинском районе. Член КПСС.
С 1934 года — на хозяйственной, общественной и политической работе. В 1934—1955 гг. — электромонтёр в Караганде, в РККА, инструктор Карагандинского обкома КПК, участник Великой Отечественной войны, председатель Тельманского райисполкома, первый секретарь Тельманского райкома КПК, председатель Кзыл-Ординского облисполкома.
Избирался депутатом Верховного Совета Казахской ССР 3-го созыва.
Умер в Кзыл-Орде в 1953 году.